# Taner Yalçın
Taner Yalçın (Colonia, 18 febbraio 1990) è un calciatore tedesco, di origini turche, attaccante dell'Elsdorf.